# Bornsen (Bienenbüttel)
Bornsen ist ein Ortsteil der Gemeinde Bienenbüttel im Landkreis Uelzen im Bundesland Niedersachsen. Der Ortsteil hatte 2021 89 Einwohner.

## Geografie

### Geografische Lage
Dieser Ortsteil, ca. 7 km südwestlich von Bienenbüttel in einer abwechslungsreichen, hügeligen Landschaft am Rande der Wichmannsdorfer Forst gelegen, stellt ein Haufendorf dar. Der in einer Wiesenniederung entspringende Bach, der mit dem Begriff „Born“ = Quelle auch Namensgeber des Ortes ist, teilt das Dorf in zwei nahezu gleiche Teile.

### Nachbargemeinden
Bornsen grenzt an die Samtgemeinde Bevensen-Ebstorf.

### Geologie
Die Ortschaft liegt auf einem während der letzten Eiszeit entstandenen fruchtbarem Flottsandgebiet. Der Boden besteht aus einem gelblichen bis braunem, schichtungslosem Feinsand, welcher tonige Teile enthält und frei von Steinen ist. Er ist daher besonders für die Humusbildung geeignet. Da dieser Boden bei feuchtem Wetter klebrig wird, hat er auch die Bezeichnung „Klei“ – etwa Kleber – erhalten.

### Besonderheiten
Bornsen zählt zu den sieben Kleidörfern Barum, Seedorf, Golste, Natendorf, Oldendorf II und Varendorf.

### Ausdehnung des Ortsteils
Viele der acht landwirtschaftlichen Betriebe befinden sich seit Generationen in Familienbesitz. Bewirtschaftet wird eine Gesamtfläche von ca. 600 Hektar. Die Gebäude der acht Hofstellen bestimmen mit ihren großen, meist mit alten Eichen und Buchen bewachsenen Grundstücken das Ortsbild. Besonders der frühere Meierhof stellt noch heute eine ausgedehnte Hofanlage dar. 
Wichmannsdorf ist im Jahre 2004 ein Forsthof. Neben Beverbeck und Wulfstorf gehörte der frühere Ort zu den ältesten Dörfern der Einheitsgemeinde Bienenbüttel. 
Die alte Dorflage von Wichmannsdorf, von dem heutigen Gehöft rund 800 m entfernt im Wald, ist noch durch verwilderte Obstbäume zu erkennen.

## Geschichte
Vorgeschichtliche Gräberfunde lassen auf eine alte Besiedlung schließen. 
1006 wird Wichmannsdorf als Vuiganthorp erwähnt. 1190 wurde der Ortsteil erstmals unter dem Namen Bornesen erwähnt. 1252 findet man den Ortsnamen Bornessen. In den Jahren 1294 und 1295 heißt Wichmannsdorf noch Wichmannstorpe. Forscher ordnen den Ort dem alten Besitz der Billunger zu, der dann dem in Lüneburg ansässigen Kloster St. Michaelis überlassen wurde. Das Dorf, das ursprünglich mehrere Hofstellen beherbergte, fiel früh wüst. Versuche des klösterlichen Grundherrn, eine Wiederbesiedlung zu erreichen, schlugen fehl, so dass nur ein Vorwerk errichtet werden konnte, auf dem überwiegend Schafzucht betrieben wurde.
Bereits 1309 findet man den Namen Bornsen, 1400 heißt der Ort dann to dem Bornen.
Der Ort, in dem das Kloster Ebstorf und heimische Adelsfamilien über Grundbesitz verfügten, wird zunächst vom Amt Ebstorf verwaltet. Im 18. Jahrhundert entstehen die hölzernen Speicher, Bornsen verfügt bereits über eine Schule.
In der ersten Hälfte des 19. Jahrhunderts entstehen die Gebäude der acht Hofstellen, 1813 fallen einige Bewohner in der Völkerschlacht bei Leipzig. 1823 zählt man 129 Einwohner. Im Jahre 1829 wird die Schule erneuert. 1851 entsteht im südlichen Ortsteil ein Fachwerkspeicher. Das Schulgebäude wird  1870 vergrößert. 1880 hat Bornsen 144 Dorfbewohner, eine leichte Zunahme im Vergleich zur letzten Erhebung. 1885 erfolgt die Eingliederung in den neu gebildeten Kreis Uelzen.
1913 stellten die Bewohner einen Gedenkstein für die in der Völkerschlacht bei Leipzig Gefallenen auf. Die Schule wird 1929 geschlossen; die wenigen Schulkinder gehen zum Unterricht nach Varendorf.
1932 zählte man 120 Bewohner, 1949 299, davon 129 Einheimische. Es lässt sich eine relative Konstanz über die Jahre beobachten. Das weit entfernte Kirchdorf ließ bereits früher den Wunsch nach einem eigenen Friedhof aufkommen. Umgesetzt wurde er 1956: ein in der Feldmark stehender Schafstall wurde zu einer Kapelle umgebaut und um ihn herum eine würdige Ruhestätte für die Toten geschaffen. 
Am 1. Juli 1972 wurde Bornsen in die Gemeinde Bienenbüttel eingegliedert.
1973 entsteht die heutige Freiwillige Feuerwehr Varendorf-Bornsen. Im Jahre 2004 hatte Bornsen 89 Einwohner.
Die Klebrigkeit des Bodens führte dazu, dass in früheren Jahrhunderten die großen Frachtwege und Heerstraßen weit entfernt vom Ort verliefen. Bornsen blieb so bei kriegerischen Ereignissen oft vor Schäden bewahrt, liegt aber auch heute abseits von Durchgangsverbindungen.

## Politik
Ortsvorsteher ist Heinrich Hellbrügge (CDU). 

## Sehenswürdigkeiten
Auf den acht Hofstellen befinden sich noch erhaltene hölzerne Speicher aus dem 18. Jahrhundert. Im südlichen Ortsteil ist noch ein aus dem Jahre 1851 stammender Fachwerkspeicher vorhanden. 
Der von alten Buchen und Eichen bestandene Waldfriedhof mit Kapelle liegt außerhalb des Ortes.

### Baudenkmale
In der Liste der Baudenkmale in Bienenbüttel sind für Bornsen drei Baudenkmale aufgeführt.

## Schulen
Die bereits im 18. Jahrhundert bestehende Schule musste 1829 erneuert und um 1870 vergrößert werden. 1929 wurde die Schule geschlossen. Heute ist das Schulgebäude ein Wohnhaus in Privatbesitz.

## Persönlichkeiten
- Wilhelm Heinrich Krüger (1857–1947), Biologe und Forscher, Entdecker der Algengattung Prototheca und der freilebenden Bodenbakterien Azotobacter.